# Tremitsko otočje
Tremitsko otočje ali Tremiti (v italijanskem izvirniku Isole Tremiti [ìzole trèmiti] ali Isole Diomedee [ìsole diomedèe]), je skupina šestih otokov v Jadranskem morju, severno od polotoka Gargano in vzhodno od mesta Termoli. Upravno spada pod italijansko deželo Apulija (pokrajina Foggia).

## Konfinacija na otokih
Otočje je že v Rimski dobi (4. stoletje pr. n. št.) služilo za konfinacijo nasprotnikov. Tako je že rimski cesar Avgust dal na Tremite zapreti svojo nečakinjo Julijo, ki je po dvajsetih letih tu tudi umrla. Leta 780 je dal Karel Veliki pregnati na otoke zgodovinarja Pavla Diakona, ki mu je pa kmalu uspelo pobegniti in se celo pobotati s kraljem. Leta 1783 je kralj Ferdinand IV. Neapeljski ukinil samostan, ki je vse od 9. stoletja deloval na otoku San Nicola, in ga spremenil v zapor. Njegovi "prebivalci" so se leta 1809 zapisali v zgodovino, ko so pomagali Muratovim pristašem, da so odbili angleški napad, ki je zapustil vse do danes vidne sledove topniškega obstreljevanja na samostanskem pročelju; za njihovo sodelovanje jih je Murat osvobodil in s tem je nastala prva stalna naselbina na otočju. Naslednji val naseljencev je prispel leta 1843, ko je Ferdinand II. Bourbonski preselil na Tremite večino neapeljskih revežev, ki jim je hotel s tem zagotoviti ugodno življenje, saj je bilo otočje izredno primerno za ribolov. To je bilo sicer le uradno opravičilo, dejansko se je hotel kralj znebiti revežev v svoji prestolnici, pozneje je na otoke pošiljal tudi vse politične nasprotnike in tihotapce. Naslednji prišleki so bili Libijci, ki so se leta 1911 uprli italijanski kolonizaciji in so bili zato prisilno preseljeni. S tem v zvezi je vredno omeniti izjavo Gadafija iz leta 1987, da Tremiti pravzaprav pripadajo Libiji, saj so njih prebivalci potomci libijskih pregnancev. Libija seveda ni nikoli uradno zahtevala te lastnine, saj je znano, da je večina nesrečnih libijskih izgnancev pomrla zaradi tifusa kmalu po prihodu na Tremite. V času fašizma so bili otoki internacijsko taborišče za zapornike, ki so nasprotovali Mussolinijevemu režimu. Med drugimi je bil tu priprt tudi bodoči predsednik republike Sandro Pertini. Danes so otoki namenjeni predvsem turistični dejavnosti.
Otočje sestoji iz sledečih otokov:
| Otok       | Površina km² |
| ---------- | ------------ |
| San Domino | 2,08         |
| San Nicola | 0,42         |
| Capraia    | 0,45         |
| Pianosa    | 0,13         |
| Cretaccio  | 0,04         |
| La vecchia |              |